# Wirtschaftliche Entwicklung Berchtesgadens

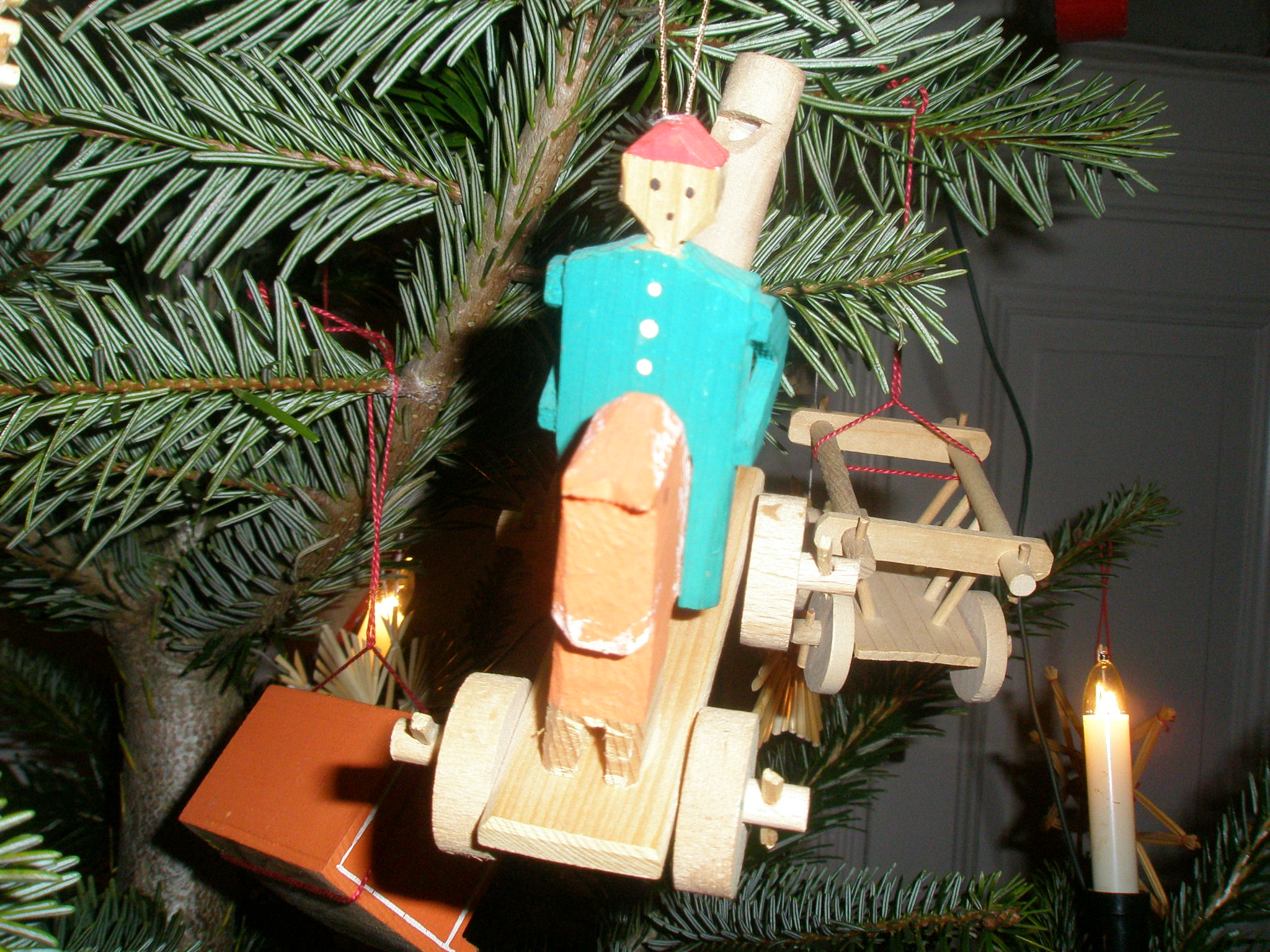
Berchtesgadener War als Christbaumschmuck, u. a. ein Arschpfeifenrössl

Die wirtschaftliche Entwicklung des heutigen Marktes Berchtesgaden lässt sich in zwei Phasen einteilen, wobei derzeit der Übergang zu etwas Drittem gesucht wird.
Die erste Phase beruhte insbesondere in Berchtesgadens Stellung als Haupt- und Gründungsort der Fürstpropstei Berchtesgaden und dem Salzabbau. Da jedoch das Salzbergwerk nicht allen Einwohnern Arbeit bot und die Landwirtschaft auf den Steilhängen des Ortes nicht genügend einbrachte, wurde das Holzhandwerk zur wichtigen Nebenerwerbsquelle. Der Ort exportierte jahrhundertelang erfolgreich in Heimarbeit erstellte Berchtesgadener War.
Den entscheidenden Aufschwung brachte jedoch Anfang des 19. Jahrhunderts ein Strukturwandel, der Berchtesgaden zum beliebten Ziel für Touristen werden ließ. Bis heute bilden für Berchtesgaden die touristische Verwertung seiner Kulturgüter sowie der landschaftlichen und heilklimatischen Vorzüge innerhalb der hochalpinen Region die Haupteinnahmequelle. So sind laut dem Bayerischen Statistischen Landesamt nur wenige der in Berchtesgaden sozialversicherungspflichtig beschäftigten Arbeitnehmer im produzierenden Gewerbe, jedoch mehr als die Hälfte mittelbar oder unmittelbar als selbstständige oder angestellte touristische Dienstleister tätig.
Allerdings sind die Zahlen der Gäste und ihrer Verweildauer seit 1991 rückläufig, so dass die Gemeinde als Mitglied des 2005 in Tourismusregion Berchtesgaden-Königssee umbenannten Zweckverbands neue Akzente setzen will und den Tourismus künftig umweltverträglicher zu gestalten sucht. Es gab und gibt in Berchtesgaden keinen industriellen Großbetrieb, sondern lediglich kleinere Betriebseinheiten. Größter Arbeitgeber ist nach wie vor das Salzbergwerk mit 135 Arbeitnehmern, dem an zweiter Stelle die Kurdirektion (einschließlich der Saisonkräfte) mit 100 Beschäftigten folgt.

## Bis zur Säkularisation

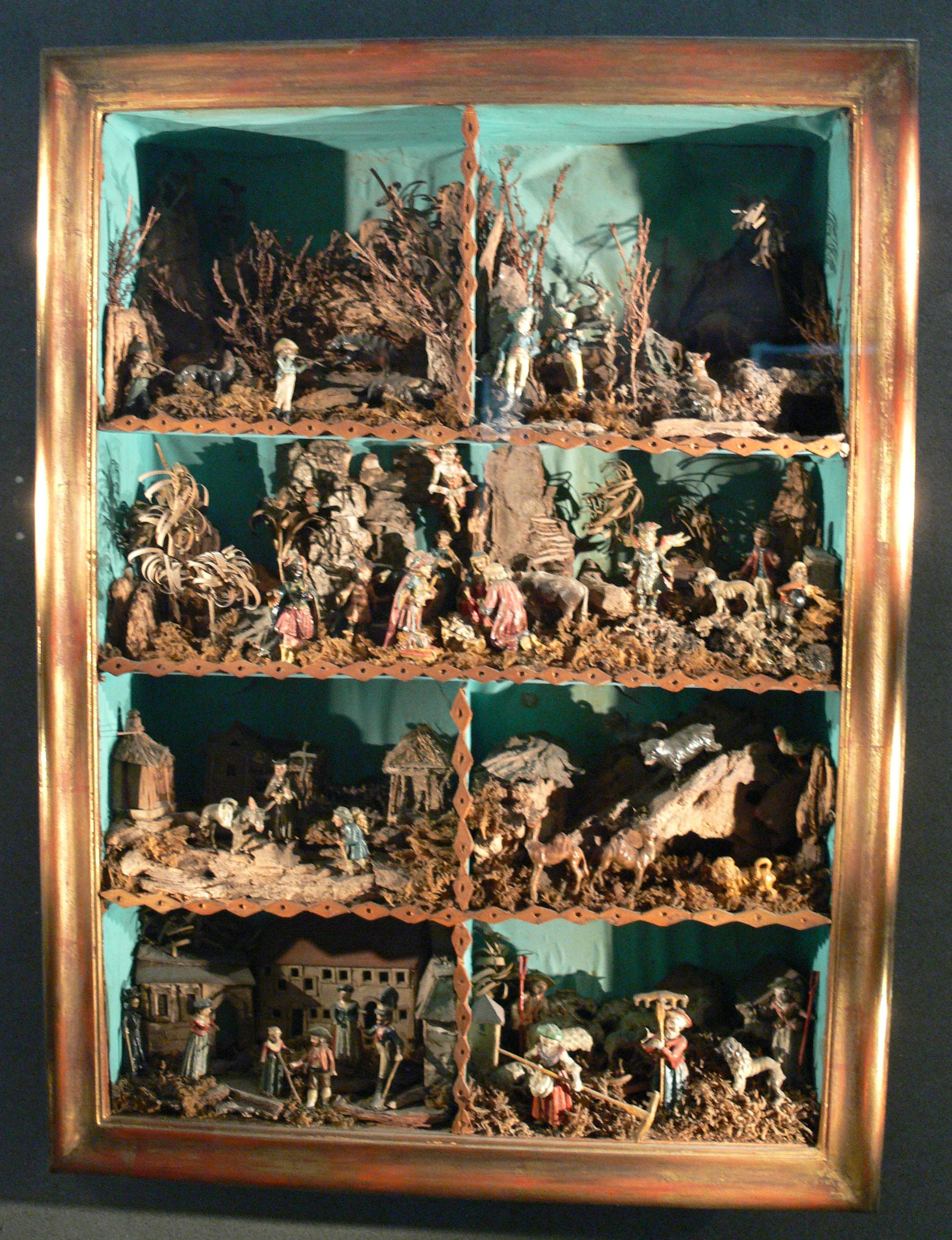
Anbetung der Könige, Holzschnitzkunst in Berchtesgaden um 1800

Unter den Augustiner-Chorherren erlaubte die Leibeigenschaft bis ans Ende des 14. Jahrhunderts den Berchtesgadener Untertanen keinen eigenen Besitz, sondern gestand ihnen lediglich Lehen zu, die sie entweder nach dem Baumannsrecht für ein Jahr, als Freistift für mehrere Jahre oder lebenslang als Leibgeding nutzen durften. Erst Stiftspropst Ulrich I. Wulp erließ 1377 einen Landbrief, nach dem die Lehen gegen eine „Ablösungsschuld“ erworben werden konnten, allerdings unter der Bedingung, dass die Untertanen weiterhin ihren Lehensverpflichtungen nachzukommen hatten. Ein weiterer Passus dieses Landbriefes gestattete den nunmehrigen Besitzern sogar, Teile davon zu verkaufen. Das führte in der Folgezeit nicht selten zu Unterbenennungen der Anwesen in Ober-, Mitter- und Unterlehen. Reichten jedoch zuvor schon die ungeteilten Landgüter kaum zum Lebensunterhalt einer Familie aus, galt das für die zerstückelten erst recht. Da sie die Fürstpropstei nicht verlassen durften, mussten die Lehnbauern nach einem Nebenverdienst Ausschau halten. Das Salzbergwerk, die Saline in Marktschellenberg, die Forsten und die kleinen Handwerksbetriebe konnten aber nicht so viele beschäftigen, deshalb verlegten sie sich vor allem auf das Holzhandwerk, das seine in Heimarbeit erstellte Berchtesgadener War alsbald zum Welthandelsartikel werden ließ und sie an Niederlagen u. a. in Antwerpen, Cadix, Genua, Venedig und Nürnberg auslieferte. Ab dem 17. Jahrhundert sank die Nachfrage jedoch, was u. a. an der „konservativen Machart“ der grob geschnitzten Berchtesgadener Waren lag, bei denen keine Verbesserungen und Erneuerungen angestrebt wurden. 1783 untersagte ein kaiserliches Verbot die Einfuhr nach Österreich und im 19. Jahrhundert der bayerische Staat den bis dahin verbilligten Holzbezug. Um die Qualität der Holzschnitzwaren zu verbessern, wurde in Berchtesgaden 1840 eine Zeichenschule gegründet, die 1858 zur Industrie- und Zeichenschule erweitert und später Fachschule für Holzschnitzerei genannt wurde. Nachdem 1807, noch unter österreichischer Herrschaft, die Leibeigenschaft aufgehoben worden war, war das Leben für die freien Bauern nicht unbedingt einfacher geworden.

## Landwirtschaft
Der Boden des Ortes besteht vorwiegend aus kiesigem, grasigem und sandigem Lehm, was ihn landwirtschaftlich als reines Grünlandgebiet ausweist. Bis 1955 wurde noch vereinzelt Getreide angebaut, was danach aber wegen seiner Unrentabilität völlig eingestellt wurde. Die hohen Niederschläge und vielen Steilhänge erlaubten den kleinen bäuerlichen Betrieben in Berchtesgaden lediglich die Wiesen- und Weidewirtschaft zur Rinderhaltung – insbesondere von trittsicheren aber kleinen Berchtesgadener Katzen – für die Milcherzeugung und Jungviehaufzucht. Die Bauern waren somit seit jeher zu Nebenerwerbstätigkeiten gezwungen – früher vor allem in der Forstwirtschaft, im Handwerk oder als Heimarbeiter, heutzutage insbesondere zu touristischen Serviceleistungen wie Urlaub auf dem Bauernhof.
(→ Siehe auch zu Alm- und Viehwirtschaft den Abschnitt: Geschichtliche Rahmenbedingungen unter Berchtesgadener Katze)

## Entwicklung des Tourismus
| Gästezahlen von 1876 bis 1934 | Gästezahlen von 1876 bis 1934 | Gästezahlen von 1876 bis 1934 | Gästezahlen von 1876 bis 1934 |
| Jahr | Kurgäste                      | Passanten                     | Gesamt                        |
| --- | ----------------------------- | ----------------------------- | ----------------------------- |
| 1876 | 1.653                         | 2.679                         | 4.332                         |
| 1886 | 4.742                         | 8.609                         | 13.351                        |
| 1896 | 5.409                         | 12.558                        | 17.967                        |
| 1906 | 9.569                         | 22.013                        | 31.582                        |
| 1911 | 22.212                        | 22.736                        | 44.948                        |
| 1916 | 13.737                        | 4.981                         | 18.718                        |
| 1926 | 54.658                        | 24.277                        | 78.935                        |
| 1931 | 65.769                        | 25.772                        | 91.541                        |
| 1932 | 64.001                        | 19.448                        | 83.449                        |
| 1934 | 142.773                       | 22.493                        | 165.266                       |
| Zahlen 1876–1933 nach Walter Brugger, Heinz Dopsch, Peter F. Krammel: Geschichte von Berchtesgaden: Stift, Markt, Land, Bände 2–3, 2002, S. 1150f., 1934 nach Der Grosse Brockhaus: Handbuch des Wissens in zwanzig Bänden, Ergänzungsband, 1935, S. 95 |                               |                               |                               |

Den entscheidenden Aufschwung verdankt Berchtesgaden den Verbesserungen der Verkehrsverhältnisse. Unter dem ersten Regenten nach der Säkularisation, dem Salzburger Kurfürsten Ferdinand, wurde die bislang einzige Straßenverbindung nach Berchtesgaden ausgebaut, so dass an Sommertagen „eine ganze Kolonne von Lohnkutschen“ von Salzburg aus ihre Fahrgäste nach Berchtesgaden und weiter zum Königssee befördern konnte. Den Künstlern, Gelehrten und Königen folgten „Tausende und Abertausende alpenbegeisterter und erholungssuchender Menschen“. Als die Eisenbahnstrecke von München über Freilassing nach Salzburg fertig war und die Ausflugsziele Berchtesgaden, Bad Reichenhall und Salzburg als Einheit angesehen wurden, begann sich ein „Massentourismus“ zu entwickeln. Es folgten die Bahnverbindungen Freilassing–Reichenhall (1866), Reichenhall–Berchtesgaden (1888) und von Salzburg her 1907 ein Schienenstrang über das Drachenloch nach Berchtesgaden. Mit der Verbindung Berchtesgaden–Königssee (1908/1909) waren Berchtesgaden und der Königssee über das Schienennetz an die „große weite Welt angeschlossen“.
Am 7. Juli 1871 wurde der Verschönerungs-Verein Berchtesgaden als erster Verein der Region zur Förderung des Fremdenverkehrs gegründet. Von 78 Mitgliedern im Gründungsjahr stieg die Mitgliederzahl bis 1928 auf 427 an, obwohl es 1906 zu einer Spaltung des Vereins kam und die „Außengemeinden“ mit Ausnahme der seinerzeit noch eigenständigen Gemeinde Gern den Fremdenverkehrs-Verein Berchtesgaden-Land gründeten. Der Verschönerungs-Verein Berchtesgaden nannte sich ab 1922 Fremdenverkehrs-Verein Berchtesgaden.
Laut Brugger und dem Großen Brockhaus belegen die Gästezahlen innerhalb des Fremdenverkehrsvereins von 1876 bis 1934 große Steigerungsraten. So wurden 1876 1.653 Kurgäste und 2.679 Passanten gezählt. Danach stieg die Zahl der Kurgäste, abgesehen von den Jahren des Ersten Weltkriegs und den ersten Jahren danach, bis 1932 kontinuierlich auf 64.001 und 1934 sogar auf 142.773 an, während sich zwischen 1901 und 1934 die Zahl der Passanten auf durchschnittlich 22.000 Personen eingependelt hatten.
| Entwicklung der Gästeübernachtungen von 1948/49 bis 1980/81 | Entwicklung der Gästeübernachtungen von 1948/49 bis 1980/81 | Entwicklung der Gästeübernachtungen von 1948/49 bis 1980/81 | Entwicklung der Gästeübernachtungen von 1948/49 bis 1980/81 | Entwicklung der Gästeübernachtungen von 1948/49 bis 1980/81 |
| Wirtschaftsjahr | Sommer                                                      | Winter                                                      | insgesamt                                                   | durchschnittlicher Aufenthalt in Tagen                      |
| --- | ----------------------------------------------------------- | ----------------------------------------------------------- | ----------------------------------------------------------- | ----------------------------------------------------------- |
| 1948/49 | 248.181                                                     | 83.322                                                      | 331.503                                                     | ---                                                         |
| 1949/50 | 400.803                                                     | 83.642                                                      | 484.445                                                     | 7,3                                                         |
| 1950/51 | 615.467                                                     | 110.267                                                     | 725.734                                                     | 6,9                                                         |
| 1951/52 | 807.654                                                     | 112.211                                                     | 919.865                                                     | 6,7                                                         |
| 1952/53 | 1.018.064                                                   | 109.208                                                     | 1.127.272                                                   | 7,1                                                         |
| 1953/54 | 1.107.299                                                   | 130.934                                                     | 1.238.233                                                   | 7,2                                                         |
| 1954/55 | 1.058.815                                                   | 121.788                                                     | 1.180.603                                                   | 7,1                                                         |
| 1960/61 | 1.616.396                                                   | 214.018                                                     | 1.830.414                                                   | 8,0                                                         |
| 1964/65 | 1.929.742                                                   | 315.973                                                     | 2.245.715                                                   | 8,7                                                         |
| 1970/71 | 1.880.697                                                   | 443.785                                                     | 2.324.482                                                   | 8,6                                                         |
| 1974/75 | 2.130.001                                                   | 642.452                                                     | 2.772.453                                                   | 10,2                                                        |
| 1980/81 | 2.255.736                                                   | 602.205                                                     | 2.857.941                                                   | ---                                                         |
| Zahlen 1948/49–1980/81 für den Fremdenverkehrsverband Berchtesgadener Land nach Hellmut Schöner: Berchtesgaden im Wandel der Zeit. Ergänzungsband I, 1982, S. 146 |                                                             |                                                             |                                                             |                                                             |

Ab 1933 entstand „unter Druck“, ab 1950 auf freiwilliger Basis nach jahrzehntelangem Konkurrenzkampf ein Fremdenverkehrsverband, der die gemeinsamen Interessen des Berchtesgadener Landes mit den Gemeinden Berchtesgaden, Schönau am Königssee, Bischofswiesen, Marktschellenberg und Ramsau zu wahren suchte. Ab 2003 änderte der Fremdenverkehrsverband Berchtesgadener Land seine Bezeichnung in Zweckverband Tourismusregion Berchtesgaden-Königssee, ab 2021 in Zweckverband Bergerlebnis Berchtesgaden. Seit Januar 2005 ist er als einer von insgesamt drei regionalen Zweckverbänden Teil der neu gegründeten Marketinggesellschaft Berchtesgadener Land Tourismus GmbH, die erstmals die landkreisweite Vermarktung des Fremdenverkehrs aufgenommen hat.
Auch nach dem Krieg hatten die Gästeübernachtungen im Fremdenverkehrsverband Berchtesgadener Land laut Helmut Schöner, der den Zeitraum von 1948 bis 1981 erfasst hat, ein rapide steigende Tendenz. Allein in den fünf Wirtschaftsjahren von 1948/49 bis 1952/53 stiegen sie bei durchschnittlich siebentägiger Verweildauer nahezu um das Vierfache auf insgesamt 1.127.272 an. Die Zweimillionengrenze wurde das erste Mal 1961/62 überschritten und 1974/75 hatte die Zahl der Gästeübernachtungen in der Wintersaison mit einer Steigerung von 83.322 auf 642.452 Übernachtungen den höchsten Zuwachs gegenüber 1948/49 erreicht. Es war das Ergebnis „einer langen, zielstrebigen Arbeit aller am Fremdenverkehr Beteiligten“, die hohe Auslastung während einer kurzen sommerlichen Hochsaison auch für die Wintermonate zu erreichen. Der Anteil des Winterhalbjahres an den Gesamtzahlen stieg lt. Schöner von 1972 bis 1981 von 18,13 auf 20,87 % mit einem Höchststand 1975 auf 23,7 %. Die niedrigsten Gästezahlen wurden bis 1981 in den Monaten November und Februar verzeichnet.

## Ungünstige Trendwende
Noch bis in die 1990er Jahre setzte man vorwiegend auf den Massentourismus als Wirtschaftsfaktor. Nach Angaben der Fremdenverkehrsverbände betrug die Zahl der Gästeankünfte im Jahr 2003 für den ganzen Landkreis 578.082, die der Übernachtungen 3.696.851 und die durchschnittliche Aufenthaltsdauer 6,4 Tage. Ihren Höhepunkt erreichten die Gästeankünfte 1991 mit 692.381 Gästen. Die enorme Zunahme um ca. 10 % (von 1990 auf 1991) erklärte sich durch den erstmaligen Zustrom von Touristen aus den neuen Bundesländern. Seit 1991 nehmen die Zahlen, mit Ausnahme des Zeitraums von 1998 bis 2000, aber fortwährend ab.
So wurden für die im Markt Berchtesgaden ansässigen Beherbergungsbetriebe mit neun oder mehr Gästebetten im Jahr 2003 noch 413.716 Übernachtungen bei einer durchschnittlichen Verweildauer von 5,0 Tagen gezählt, während sie 2008 zwar auf 440.751 Übernachtungen anstiegen, aber die Verweildauer im Durchschnitt nur noch 4,3 Tage betrug. Noch eindeutiger ist der Trend für Beherbergungsbetriebe mit weniger als neun Gästebetten, wonach im Jahr 2003 noch 169.325 Übernachtungen bei einer Verweildauer von 7,2 Tagen gezählt wurden, für 2008 jedoch nur noch 148.954 Übernachtungen mit 6,4-tägiger Verweildauer.
| Gästeübernachtungen im Markt Berchtesgaden           | Gästeübernachtungen im Markt Berchtesgaden           | Gästeübernachtungen im Markt Berchtesgaden           |
| von 2003 bis 2014                                    | von 2003 bis 2014                                    | von 2003 bis 2014                                    |
| Beherbergungsbetriebe mit neun oder mehr Gästebetten | Beherbergungsbetriebe mit neun oder mehr Gästebetten | Beherbergungsbetriebe mit neun oder mehr Gästebetten |
| Jahr                                                 | Übernachtungen                                       | Aufenthalt in Tagen                                  |
| ---------------------------------------------------- | ---------------------------------------------------- | ---------------------------------------------------- |
| 2003                                                 | 413.716                                              | 5,0                                                  |
| 2004                                                 | 417.256                                              | 4,8                                                  |
| 2005                                                 | 449.257                                              | 4,5                                                  |
| 2006                                                 | 453.585                                              | 4,3                                                  |
| 2007                                                 | 433.205                                              | 4,3                                                  |
| 2008                                                 | 440.751                                              | 4,3                                                  |
| 2009                                                 | 431.653                                              | 4,0                                                  |
| 2010                                                 | 464.509                                              | 3,8                                                  |
| 2011                                                 | 512.495                                              | 3,6                                                  |
| 2012                                                 | 536.299                                              | 3,5                                                  |
| 2013                                                 | 534.784                                              | 3,4                                                  |
| 2014                                                 | 525.889                                              | 3,3                                                  |

| Gästeübernachtungen im Markt Berchtesgaden             | Gästeübernachtungen im Markt Berchtesgaden             | Gästeübernachtungen im Markt Berchtesgaden             |
| von 2003 bis 2008                                      | von 2003 bis 2008                                      | von 2003 bis 2008                                      |
| Beherbergungsbetriebe mit weniger als neun Gästebetten | Beherbergungsbetriebe mit weniger als neun Gästebetten | Beherbergungsbetriebe mit weniger als neun Gästebetten |
| Jahr                                                   | Übernachtungen                                         | Aufenthalt in Tagen                                    |
| ------------------------------------------------------ | ------------------------------------------------------ | ------------------------------------------------------ |
| 2003                                                   | 169.325                                                | 7,2                                                    |
| 2004                                                   | 156.345                                                | 6,8                                                    |
| 2005                                                   | 157.089                                                | 6,8                                                    |
| 2006                                                   | 148.930                                                | 6,7                                                    |
| 2007                                                   | 148.042                                                | 6,5                                                    |
| 2008                                                   | 148.954                                                | 6,4                                                    |
| 2009                                                   | 140.964                                                | 6,1                                                    |
| 2010                                                   | 146.923                                                | 5,8                                                    |
| 2011                                                   | 144.301                                                | 5,9                                                    |
| 2012                                                   | 146.298                                                | 6,1                                                    |
| 2013                                                   | 152.043                                                | 6,2                                                    |
| 2014                                                   | 145.314                                                | 5,7                                                    |